# هيروشي كاغاوا
هيروشي كاغاوا (29 ديسمبر 1924 هيوغو اليابان - 5 ديسمبر 2024) هو لاعب كرة قدم ياباني لعب كمهاجم.